# Zurück zu dir – Eine zweite Chance für die Liebe
Zurück zu dir – Eine zweite Chance für die Liebe (Originaltitel: Time Freak) ist ein US-amerikanisches Science-Fiction-Filmdrama aus dem Jahr 2018 mit Asa Butterfield und Sophie Turner in den Hauptrollen. Regie bei der Filmromanze führte Andrew Bowler, der den Stoff bereits 2011 im Oscarnominierten Kurzfilm Time Freak umgesetzt hatte.

## Handlung
Der Film handelt vom Physikstudenten Stillman, der von seiner Freundin Debbie verlassen wurde. Stillman baut daraufhin eine Zeitmaschine und versucht gemeinsam mit seinem Zimmerkameraden Evan herauszufinden, warum Debbie ihn verlassen hat und wie er ihre Entscheidung rückgängig machen kann. Während die beiden die besten und schlechtesten Momente der Beziehung durchgehen und dabei mehrmals den Verlauf ändern, wartet die App, mit der Stillman die Zeitmaschine steuert, immer wieder mit Systemabstürzen auf.
Bei einer Lagerfeuer-Party, die Stillman als entscheidenden Fehlschlag in seiner Liebesbeziehung mit Debbie sieht, ist es ihm gar vollkommen unmöglich, mit der Zeitmaschine zurückzureisen, weshalb er das Ereignis auf das erste Mal richtig korrigieren muss. Indem er einfach spontan ist, gelingt ihm auch das und die beiden werden zurück zum Anfangszeitpunkt geschickt. Die Zeitmaschine existiert dort gar nicht, da er sie nie bauen musste. Debbie ist noch mit ihm zusammen, doch an seinem Geburtstag fürchtet er, nach einer Überreaktion seinerseits, die Beziehung erneut zu vermasseln.
Er baut die Zeitmaschine erneut. Nun springt die Handlung ein Stück in die Zukunft. Debbie und Stillman haben geheiratet und er hat mit seiner Zeitmaschine immer alles so hingebogen, dass nie Streit zwischen den beiden herrscht. Diese Tatsache fällt auch Debbie langsam auf und sie findet das seltsam. Sie fragt sich, ob etwas mit ihr nicht stimmt. Stillman sucht Rat bei seinem Freund Evan und gesteht ihm, dass er eine zweite Zeitmaschine gebaut hat und sie ständig einsetzt. Debbie schlägt Stillman vor, gemeinsam ein Kind zu bekommen. Evan, der die neue Zeitmaschine die ganze Zeit mitbenutzt hat, versucht Stillman davon abzuhalten, die Zeitmaschine zu zerstören. Debbie stößt bei dem Streit hinzu und erfährt von der Zeitmaschine.
Stillman fasst den Entschluss, in die Vergangenheit zurückzureisen und sicherzustellen, dass alles nie passiert. Im letzten Moment springt Evan mit in die Zeitmaschine, während Debbie weinend zurückbleibt. Evan versucht anfangs, dafür zu sorgen, dass Stillman die Maschine erneut baut, doch gibt das schließlich auf. Als Stillman Debbie küsst und verlassen will, kommt deren Bewusstsein aus der Zukunft auch zurück und sie will sich mit ihm streiten. Sie wirft ihm vor, ihr Leben kontrolliert zu haben und Stillman entschuldigt sich. Die beiden bleiben zusammen, zumindest in diesem Moment, wie Debbie sagt und der Film endet.

## Produktion
Der Film wurde 2017 in Salt Lake City im US-Bundesstaates Utah gedreht. Er basiert auf dem Kurzfilm Time Freak von 2011, den Regisseur Bowler gemeinsam mit seiner Frau Gigi Causey produzierte.

## Rezeption
Die Los Angeles Times vergleicht den Film mit Hot Tub Time Machine und Vergiss mein nicht!. Meistens sei es beeindruckend, wie Bowler seinen eigenen, für den Oscar nominierten Kurzfilm von 2011 neu interpretiert.